# 环山乡 (杭州市)
环山乡，中国浙江省西北部杭州市富阳区下辖的一个乡。	

## 行政区划
现辖：
环一村、环二村、中埠村、诸佳坞村、环联村、环三村和中兴村。